# Drahotěšice
Drahotěšice település Csehországban, a České Budějovice-i járásban. Drahotěšice Vlkov, Ševětín, Vitín, Neplachov, Hluboká nad Vltavou, Dolní Bukovsko és Hosín településekkel határos. Lakosainak száma 330 fő (2024. január 1.).

## Népesség
A település lakosságának változását az alábbi diagram mutatja:
| Lakosok száma | 556  | 533  | 594  | 421  | 249  | 208  | 322  | 332  | 321  | 330  |
|               | 1869 | 1890 | 1921 | 1950 | 1980 | 2001 | 2017 | 2019 | 2022 | 2024 |